# فان سون
فـان سون هو دراج كمبودي، ولد في 4 أبريل 1934.

## وصلات خارجية
- فـان سون على موقع أوليمبيديا (الإنجليزية)